# Gare de Vienne-Aspern Nord
La gare de Vienne-Aspern Nord (en allemand : Bahnhof Wien Aspern Nord) est une halte ferroviaire de la Ligne de l'Est de Marchegg (de). Elle est située dans le quartier de Seestadt Aspern (de) sur le territoire du XXIIe arrondissement Donaustadt, à Vienne en Autriche.
Mise en service en 2018, elle est desservie par des trains S-Bahn de Vienne et Regional-Express. Elle est en correspondance directe avec la station Aspern Nord de la ligne U2 du métro de Vienne.

## Situation ferroviaire
Établie à 159 mètres d'altitude, la halte de Vienne-Aspern Nord est située au point kilométrique (PK) 4,467 de la Ligne de l'Est de Marchegg (de), entre les gares en service de Vienne-Hirschstetten (de) et de Raasdorf.

## Histoire
La halte de Vienne-Aspern Nord est mise en service le 1er octobre 2018, en correspondance directe avec la station Aspern Nord de la ligne 2 du métro de Vienne. Elle remplace l'ancienne gare de Vienne-Hausfeldstraße, fermée la veille.

## Service des voyageurs

### Desserte
Vienne-Aspern Nord est desservie par le train S80 de la S-Bahn de Vienne, et les trains REX8 et R81 Regional-Express,.

Installations
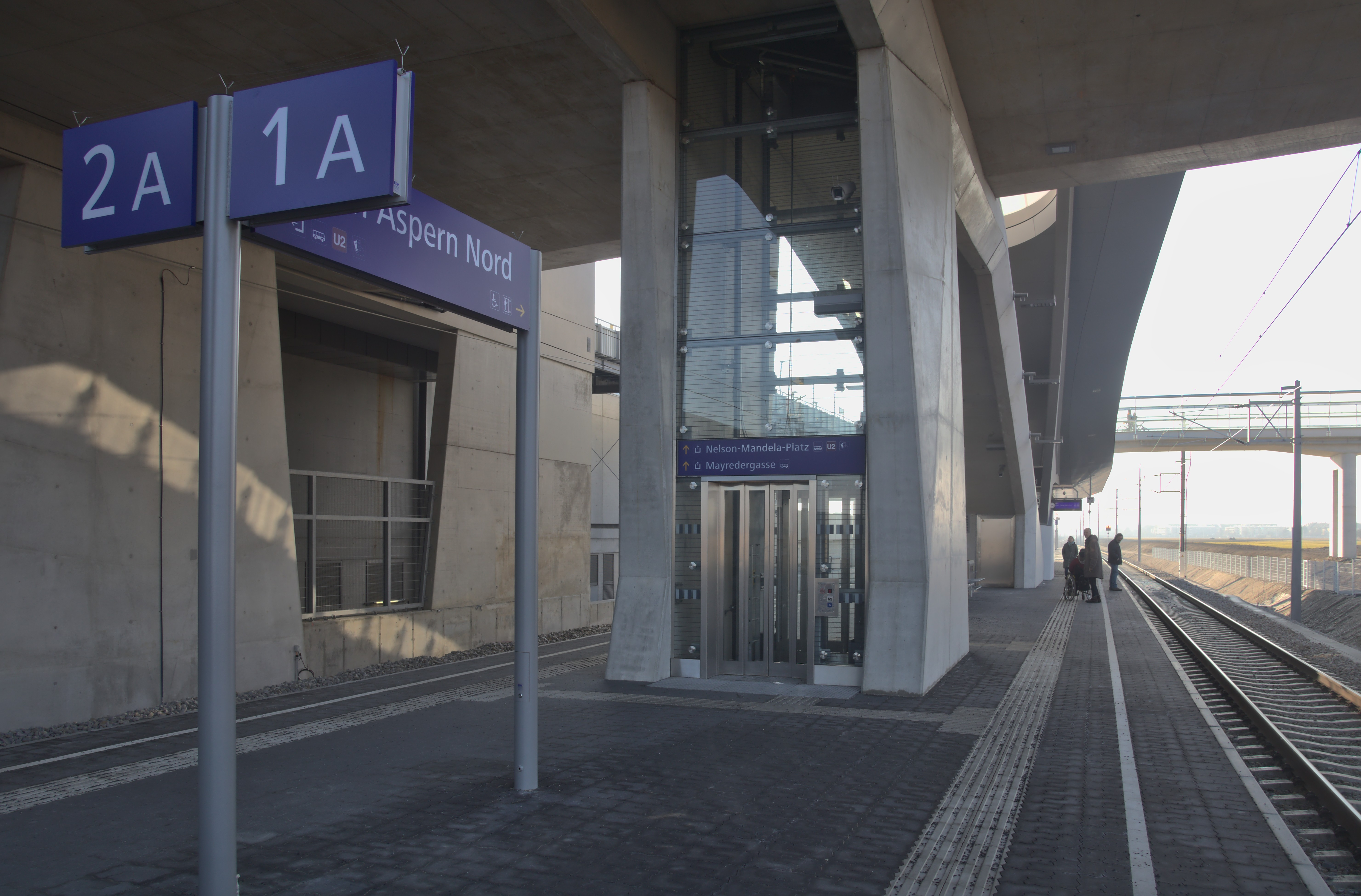
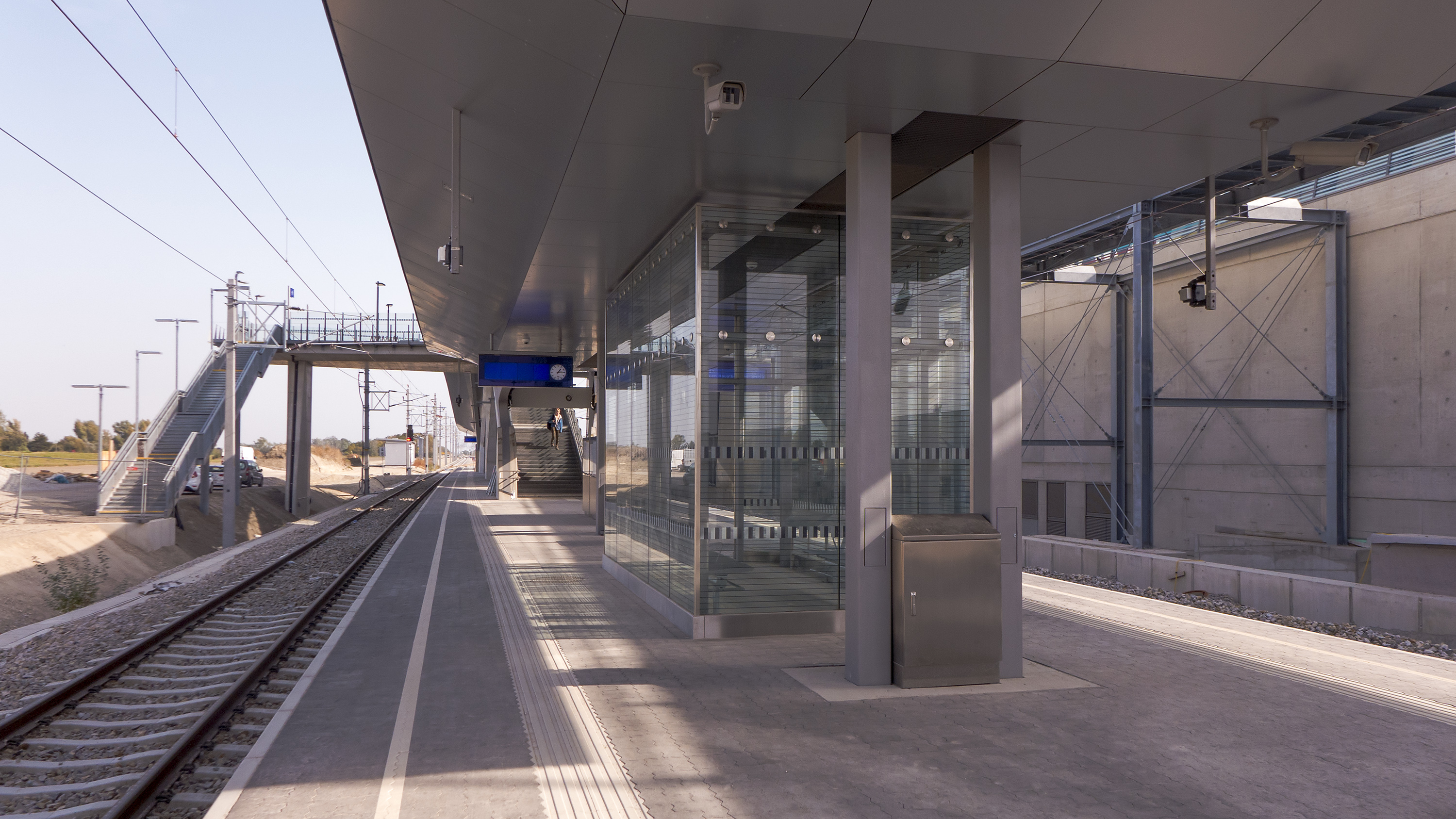
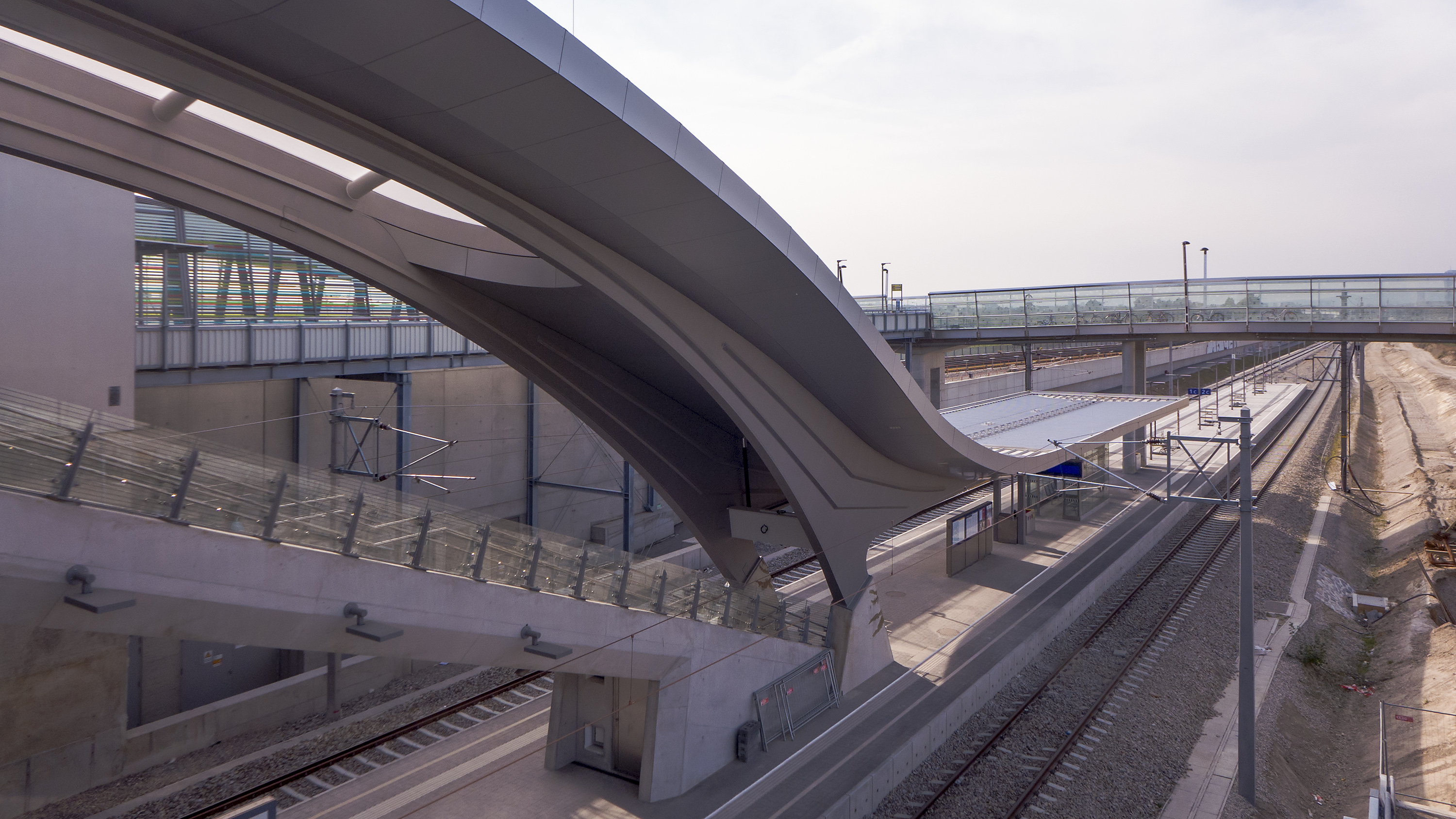

### Intermodalité
La halte est établie en parallèle et en correspondance directe avec la station Aspern Nord de la ligne U2 du métro de Vienne.